# Hyloxalus maculosus
Espèce
Synonymes
- Colostethus maculosus Rivero, 1991

Statut de conservation UICN

 DD  : Données insuffisantes
Hyloxalus maculosus est une espèce d'amphibiens de la famille des Dendrobatidae.

## Répartition
Cette espèce est endémique d'Équateur. Elle se rencontre dans les provinces de Pastaza et de Napo de 460 à 1 150 m d'altitude sur le versant Est de la cordillère Orientale.

## Description
Les mâles mesurent de 19,5 à 24,9 mm et les femelles de 22,4 à 29 mm.

## Publication originale
- Rivero, 1991 : New Colostethus (Amphibia, Dendrobatidae) from South America. Breviora, no 493, p. 1-28 (texte intégral).